# Черето Ломелина
Черѐто Ломелѝна (на италиански: Ceretto Lomellina; на ломбардски: Sarè, Саре) е село и община в Северна Италия, провинция Павия, регион Ломбардия. Разположено е на 109 m надморска височина. Населението на общината е 194 души (към 2017 г.).